# Boris Palčić Caskin
Boris Palčić Caskin (Caska, 1. srpnja 1929. – Novalja, 13. prosinca 2013.) hrvatski književnik

## Životopis
Rodio se u Novalji. Vodio je poznati restoran "Laguna – Caskin", koji je bio njegov život. Ondje su se rađale vizure njegova stvarateljstva. Bio je jedan od prvih novaljskih vlasnika restorana. Promicatelj novaljskog turizma. Veliki zaljubljenik u rodno mjesto Novalju. Rodom od plemićke obitelji Palčića koji su izvorno Pažani i jedino žive u gradu Pagu. Boris je da bi potvrdio da pripada onom ogranku Palčića koji dolaze iz Caske, prezimenu si je dodavao Caskin. Tako je bio poznat i branio novaljske Palčiće.
Opus mu čini šest knjiga pisanih primorskom (novaljskom) čakavicom. Sve je smješteno u kolorit malog primorskog mjesta, opisujuću ljude i događaje mentalitetom specifičnim za taj kraj, i uvijek uz dobroćudnu dozu humora. Najviše se pisalo o njegovoj knjizi  "Vlč. Zlatko Sudac sluga Kristov – peticije i svjedočanstva". Boris Palčić je tu otkrio kako je ustvari započela priča o vlč. Sudcu kojeg je životni i svečenički put doveo u službu baš u Novalju, gdje mu se pojavila prva stigma u obliku križa. Palčićev trajan spomenik rodnoj Novalji su stihovi na zdencu ispred hotela "Loža" uz one poznate riječi:"intanto je došla", kada je Novalja dobila vodu s kopna.
Zastupljen u zbirci Suvremeno čakavsko pjesništvo zadarskoga kruga koju je priredio Božidar Finka, zbirci Haiku u Dalmaciji koju je priredio Zlatko Ivan Juras, zbirci Antologija hrvatskog humora : zlatna knjiga humorističke i satiričke književnosti kroz šest stoljeća koju je odabrao i priredio Fadil Hadžić.
Prikupio poslovice i izreke na novaljskom govoru i objavio ih u Domaćoj riči (Čakavsko-Caskinove - možjanice).

## Djela
- Sve nevere ljubav čepa--- : sabrane pisme (ilustracije i crteži Ivan Lacković Croata..., pogovor Marin Franičević ; priredio Tomislav Marijan Bilosnić]), 1986.
- Moj prvi grih, roman, 1997.
- Mile, non piu mile susvita iliti Sudnji dan, 2000.
- Vlč. Zlatko Sudac, sluga Kristov, 2010.

## Vanjske poveznice
- Službene stranice gradske uprave Novalje Boris Palčić Caskin - u spomen na našeg pjesnika